# Basilique du Sacré-Cœur de Gijón
La basilique du Sacré-Cœur de Gijón est située dans la ville de Gijón, dans le nord de l'Espagne.
Elle a été construite à l'initiative de l'ordre des Jésuites.

## Historique
La construction a commencé en 1913 et a duré jusqu'en 1922.
Les architectes sont Joan Rubió i Bellver disciple de Antoni Gaudí et  Miguel García de la Cruz.

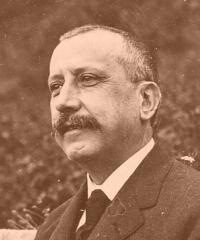
Joan Rubió i Bellver

L'édifice a été consacré le 30 mai 1924.
Pendant la guerre civile espagnole, la basilique fut utilisée comme prison du côté républicain ce qui a évité sa destruction même si l'intérieur de l'édifice a été dévasté. Parmi les prisonniers qui furent exécutés, 10 d'entre eux ont été reconnus comme martyr et béatifiés de 2007 à 2019.
En 1998 l'archidiocèse d'Oviedo a succédé aux Jésuites comme propriétaire de la basilique.
En 2003 le Saint-siège l'a proclamé basilique mineure pour son importance historique et sa décoration intérieure. 

## Dimensions
Les dimensions de l'édifice sont les suivantes :
- Hauteur des arcs paraboliques de la nef  : 27 m

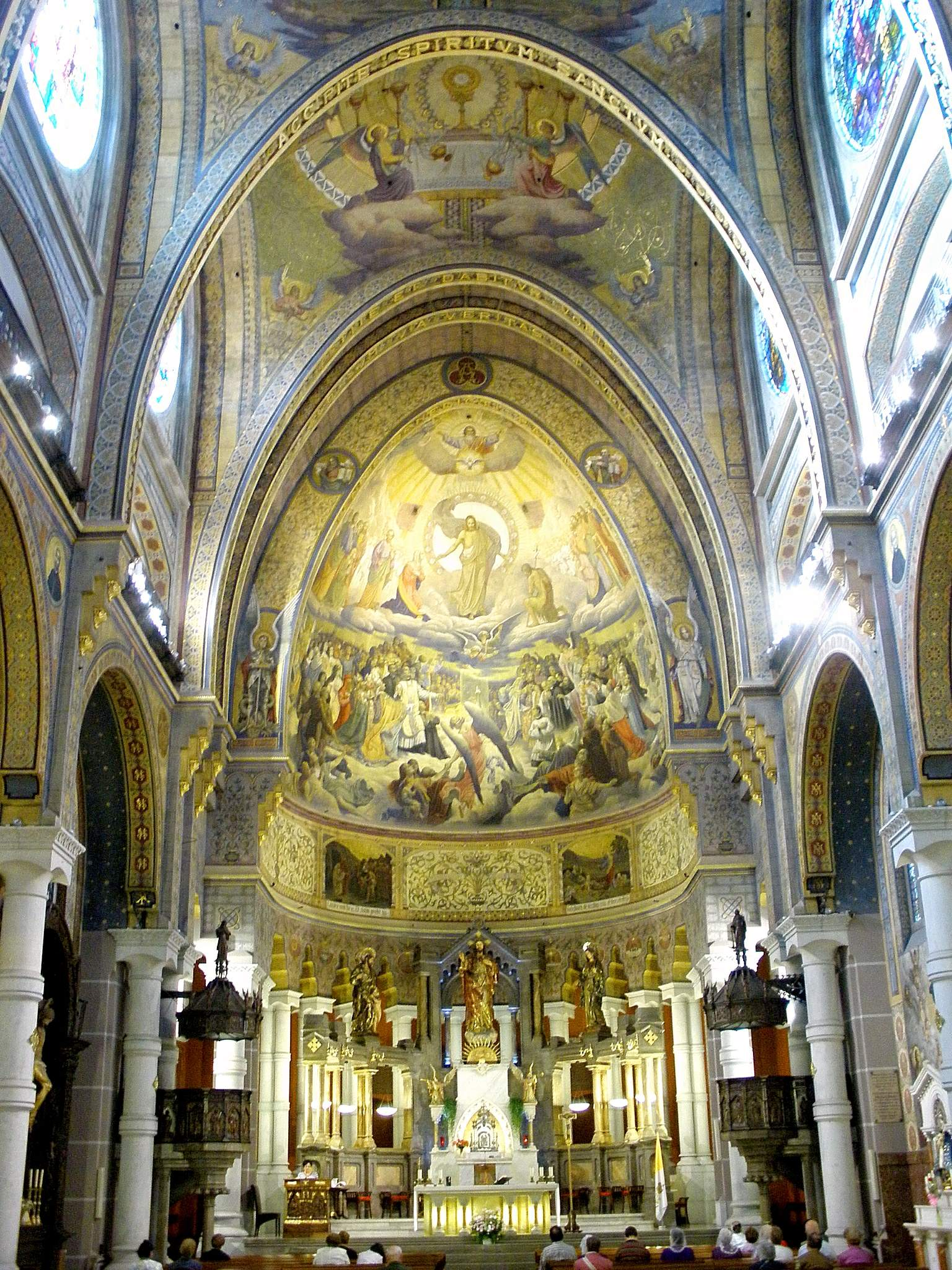
Intérieur de la basilique

- Hauteur de la tour : 50 m